# Okręt (Biakło)

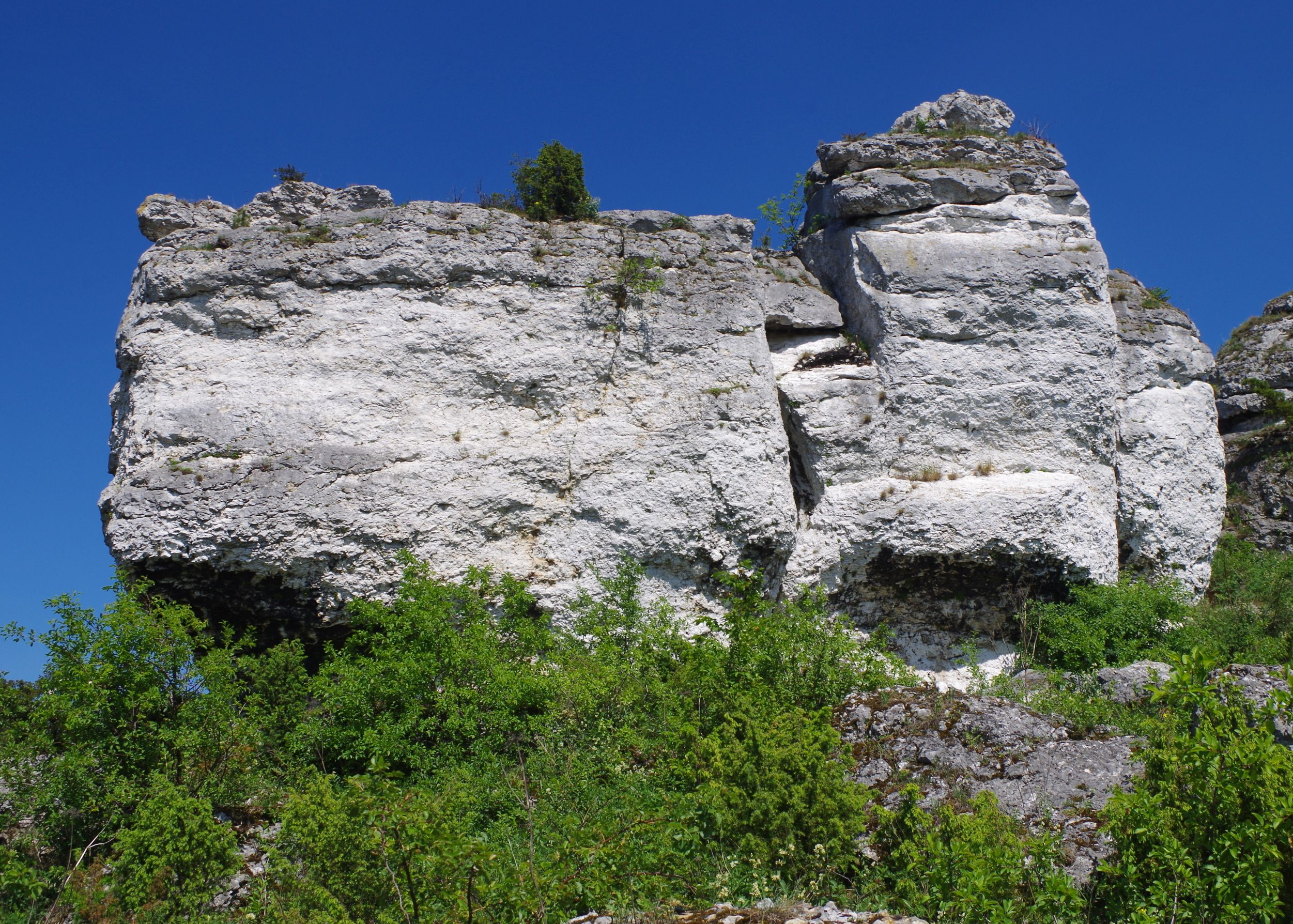
Okręt od południowego zachodu

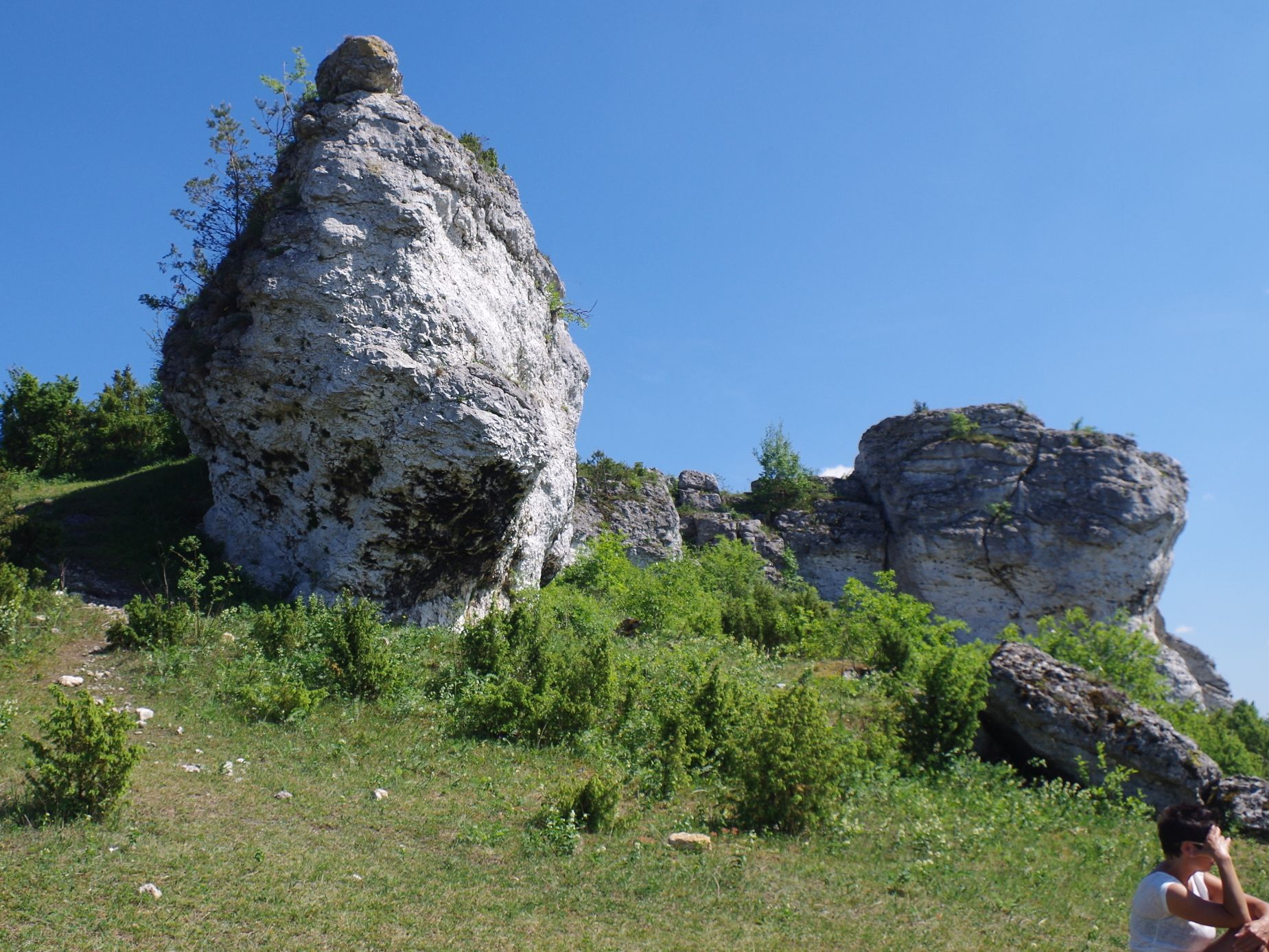
Okręt od północnego zachodu

Okręt – skała  na  wzgórzu Biakło na Wyżynie Częstochowskiejwe miejscowości Olsztyn w województwie śląskim, w powiecie częstochowskim. Znajduje się w południowej części tego wzgórza, w grupie kilku skał niższych od głównego szczytu. Są to skały: Blin, Okręt i Z Jałowcem.
Wzgórze Biakło otoczone jest odkrytymi, trawiastymi terenami. Zbudowana z wapieni skała Okręt ma wysokość 11 – 15 m, połogie, i pionowe ściany. Wspinacze poprowadzili na niej 3 bardzo trudne drogi wspinaczkowych (o trudności od VI.5 do VI.8 w skali Kurtyki. Mają wystawę południową lub wschodnią. Projektowana jest jeszcze jedna droga.
Obok wzgórza Biakło  prowadzą dwa szlaki turystyczne.

## Szlaki turystyczne
szlak św. Idziego: Olsztyn – Biakło – rezerwat przyrody Sokole Góry – Zrębice
 Olsztyn – Biakło – rezerwat przyrody Sokole Góry – Knieja – Zrębice